# Emile Tognetti
Emile Tognetti – szwajcarski zapaśnik walczący w stylu wolnym. Olimpijczyk z Paryża 1924, gdzie zajął piąte miejsce w wadze średniej.

## Letnie Igrzyska Olimpijskie 1924
| Konkurencja      | Rundy eliminacyjne   | Rundy eliminacyjne      | Runda finałowa         | Klas. końcowa |
| Konkurencja      | 1/8                  | 1/4                     | o 3. miejsce           | Miejsce       |
| ---------------- | -------------------- | ----------------------- | ---------------------- | ------------- |
| 79 kg styl wolny | Bernard Rowe (GBR) Z | Pierre Ollivier (BEL) P | Jussi Penttilä (FIN) P | 5.            |